# Delny
Delny (gälisch: Deilgnidh) ist eine Ortschaft in der schottischen Council Area Highland. Sie liegt etwa fünf Kilometer nordnordwestlich von Invergordon nahe der Küste des Cromarty Firth in der traditionellen schottischen Grafschaft Ross-shire. Die A9, die Stirling mit Thurso verbindet, verläuft eine kurze Strecke südlich von Delny und bindet die Ortschaft an das Fernstraßennetz an. Zwischen 1817 und 1913 wurde in Delny die Whiskybrennerei Pollo betrieben.